# Punk Goes Pop 3
Punk Goes Pop 3 es el décimo álbum recopilatorio de la serie Punk Goes... creada por Fearless Records para juntar a artistas del género a interpretar temas Pop y es el décimo álbum de la serie. Fue lanzado el 2 de noviembre de 2010.

## Lista de canciones
La lista de canciones y artista fue confirmado el 25 de agosto de 2010 por Alternative Press.
| #   | Título                 | Artista                 | Artista Original                            | Duración |
| --- | ---------------------- | ----------------------- | ------------------------------------------- | -------- |
| 1.  | "Down"                 | Breathe Carolina        | Jay Sean featuring Lil Wayne                | 3:43     |
| 2.  | "Hot N Cold"           | Woe, Is Me              | Katy Perry                                  | 3:07     |
| 3.  | "Bad Romance"          | Artist vs. Poet         | Lady Gaga                                   | 4:54     |
| 4.  | "In My Head"           | Mayday Parade           | Jason Derulo                                | 3:41     |
| 5.  | "Right Now (Na Na Na)" | Asking Alexandria       | Akon                                        | 4:20     |
| 6.  | "Paper Planes"         | This Century            | M.I.A.                                      | 3:23     |
| 7.  | "Heartless"            | The Word Alive          | Kanye West                                  | 4:00     |
| 8.  | "Bulletproof"          | Family Force 5          | La Roux                                     | 3:29     |
| 9.  | "Blame It"             | Of Mice & Men           | Jamie Foxx featuring T-Pain                 | 4:03     |
| 10. | "Run This Town"        | Miss May I              | Jay-Z featuring Rihanna and Kanye West      | 3:49     |
| 11. | "Airplanes"            | The Ready Set           | B.o.B featuring Hayley Williams of Paramore | 2:37     |
| 12. | "Dead and Gone"        | Cute Is What We Aim For | T.I. featuring Justin Timberlake            | 4:55     |
| 13. | "Need You Now"         | Sparks the Rescue       | Lady Antebellum                             | 3:33     |
| 14. | "My Love"              | We Came as Romans       | Justin Timberlake featuring T.I.            | 3:53     |

### CD Bonus
1. "Epiphany" – The Word Alive (Fearless Records)
2. "Smokahontas" – Attack Attack! (Rise Records)
3. "Come Back to Me" – Amely (Fearless Records)
4. "We Are Life" – Emarosa (Rise Records)
5. "Creatures" – Motionless in White (Fearless Records)
6. "Surroundings" – My Ticket Home (Rise Records)
7. "I'm Not Dead Yet" – For All Those Sleeping (Fearless Records)
8. "Lost in Existence" – Scarlett O'Hara (Rise Records)
9. "Letters and Love Notes" - Go Radio (Fearless Records)
10. "Behind Locked Doors" - Ten After Two (Rise Records)

### Edición Japonesa
La edición japonesa contiene las siguientes dos canciones:
| #   | Título           | Artista    | Artista Original           | Duración |
| --- | ---------------- | ---------- | -------------------------- | -------- |
| 15. | "Nothin' on You" | New Breed  | B.o.B featuring Bruno Mars | 4:28     |
| 16. | "Omen"           | Crossfaith | The Prodigy                | 3:59     |